# Каменка (Апостоловский район)
Ка́менка (укр. Кам'янка), Камянка (Константиновка) — село, Каменский сельский совет, Апостоловский район, Днепропетровская область, Украина.
Код КОАТУУ — 1220383301. Население по переписи 2001 года составляло 1896 человек. Является административным центром Каменского сельского совета, в который, кроме того, входят сёла Новоивановка, Славянка, Тарасо-Григорьевка,
Червоная Колонна и посёлок Жёлтое.

## Географическое положение
Село Каменка находится на берегу реки Каменка, выше по течению на расстоянии в четырёх километрах расположено село Михайло-Заводское, ниже по течению на расстоянии в 2,5 километра расположен посёлок Червоный Запорожец. Через село проходит автомобильная дорога Т-0419. Рядом проходит железная дорога, станция Желтокаменка в пяти километрах.

## История
- Начало XIX века — дата основания села, на месте старинного (1710 год) «Запорожского городища», «где старая сечь была»[1]. На конец XIX века Камянка или Константиновка, село Херсонского уезда, Херсонской губернии, при речке Камянка, притоке Базавлука. Проживало жителей 4 796 человек обоего полу, дворов 728, две школы, больница, синагога, молитвенный дом, проводилось три ярмарки и майдан (базар), лавки. На тот период времени сохранились следы вала, курганы и остатки кладбища 1730 года.

## Объекты социальной сферы
- Школа.
- Клуб.
- Больница.

## Известные люди
- Власенко Иван Афанасьевич (1907—1995) — за бои в районе села Каменка, присвоено звание Герой Советского Союза.
- Белый, Алексей Петрович (1961) — генеральный директор Мариупольского металлургического комбината «Азовсталь», родился в селе Каменка.
- Дубривный, Пётр Савельевич (1911—1982) — Герой Советского Союза, родился и вырос в селе Каменка.